# Zathura – Az űrfogócska
A Zathura – Az űrfogócska (eredeti cím: Zathura: A Space Adventure) 2005-ben bemutatott amerikai film, amely Chris Van Allsburg Zathura című könyve alapján készült, és eredetileg a Jumanji című film folytatásának tervezték, de aztán egy külön film lett belőle. A rendezője Jon Favreau, a producerei Louis D’Esposito és Michael De Luca, a forgatókönyvírói David Koepp és John Kamps, a zeneszerzője John Debney. A főszerepekben Josh Hutcherson, Jonah Bobo és Kristen Stewart láthatóak. A filmben Tim Robbins is szerepelt, ő játszotta a gyerekek apját. A mozifilm a Columbia Pictures és a Radar Pictures gyártásában készült, a Sony Pictures Entertainment forgalmazásában jelent meg. Műfaját tekintve sci-fi kalandfilm. Az Egyesült Államokban 2005. november 11-én, az Egyesült Királyságban 2006. február 3-án, Magyarországon 2006. február 9-én mutatták be a mozikban.

## Cselekmény
Az apjuk távollétében Walter és Danny egyedül maradt otthon a nagy lakásban. Vagyis otthon van még az idősebbik testvérük is, de ő elvan magának, ezért a két testvér a szokásos civakodással múlatja az időt. Aztán a ház egyik eldugott sarkából előkerül egy régi, poros társasjáték, amivel elkezdenek játszani. Ennek hatására furcsa és megmagyarázhatatlan dolgok kezdenek történni a házban, a játékrobot életre kel, és elkezd vadászni rájuk, a nagytestvér megfagy, és meteorzápor kezd hullani az égből. Ezután a végtelen űrben találják magukat, egy éhes asztronautával, és veszélyes idegen lényekkel. A játékot nem lehet befejezni, mert csak akkor lesz minden olyan, mint eddig, ha végigjátsszák és megnyerik. Ezért a testvéreknek össze kell fogniuk, le kell nyelniük az egymás iránti rosszindulatukat, és a győzelemre kell koncentrálni.

## Szereplők
| Szereplő    | Színész         | Magyar hang       |
| ----------- | --------------- | ----------------- |
| Danny       | Jonah Bobo      | Morvay Bence      |
| Walter      | Josh Hutcherson | Morvay Gábor      |
| Lisa        | Kristen Stewart | Czető Zsanett     |
| Asztronauta | Dax Shepard     | Széles Tamás      |
| Apa         | Tim Robbins     | Haás Vander Péter |
| Robot       | Frank Oz        |                   |

További magyar hangok: Bácskai János, Orosz István